# The Jungle (film 1967)
The Jungle  è un cortometraggio del 1967 realizzato da studenti afroamericani sotto la direzione e supervisione del prof. Harold Haskins della Temple University di Philadelphia, che narra la situazione delle bande criminali nella seconda metà degli anni sessanta.
Nel 2009 è stato scelto per essere conservato nel National Film Registry della Biblioteca del Congresso degli Stati Uniti.